# Otfried Eberz
Otfried Eberz, eigentlich Jakob Maria Remigius Eberz (* 1. Oktober 1878 in Limburg an der Lahn; † 21. März 1958 in München) war ein deutscher Kulturphilosoph und Religionswissenschaftler.

## Werdegang
Eberz studierte klassische Philologie in Würzburg, Bonn, Berlin und München. 1902 promovierte er in Würzburg in Philosophie mit dem Thema Über den Philebos des Platon. Seine philosophischen, religionshistorischen und archäologischen Studien setzte er in Paris, Heidelberg, London, Florenz und Rom fort.
Nach dem Ersten Weltkrieg erschienen Aufsätze von ihm in verschiedenen Zeitschriften, vor allem im katholischen Hochland (bis 1936). 1943 heiratete er Lucia Teschner. Von 1944 bis 1951 lebte Eberz in Potsdam, von da ab oft in ländlicher Zurückgezogenheit in Mittelfranken. Er starb 1958 in München. Der Großteil seines Werkes wurde von seiner Witwe aus dem Nachlass herausgegeben.

## Werk
Eberz' Leitmotiv ist das „Zweigeschlechterwesen“, bzw. die Deutung der Geschlechterpolarität und Androgynität aus geschichtsphilosophischer und gnostischer Sicht. In seiner Aufsatzsammlung Vom Aufgang und Niedergang des männlichen Weltalters (1931) stellte Eberz die These auf, dass das gegenwärtige „männliche Zeitalter“ sich im Verfall befinde und allmählich durch eine gegenpolige, ausgleichende Strömung abgelöst werde. Das „männliche Zeitalter“ habe „Tod und Verwüstung“ hinterlassen und sterbe an der „Hybris seines eigenen Prinzips“. Eine umfangreiche philosophisch-theologische Ausarbeitung dieses Grundgedankens hinterließ Eberz in dem Buch Sophia und Logos (entstanden 1948, postum erschienen 1967).
Sein Bruder Josef Eberz war ein expressionistisch beeinflusster Graphiker und Maler (darunter zahlreiche Kirchenmalereien, u. a. in der Frauen-Friedenskirche Frankfurt a. M., St.-Rupertus-Kirche Freilassing). Auch seine Malereien zeugen von einer deutlichen Faszination für androgyne Gestalten.
Eine Freundschaft verband Eberz mit Carl Schmitt, der in seinem Werk gelegentlich auf Eberz hinwies.

## Bibliographie
- Vom Aufgang und Niedergang des männlichen Weltalters. Bergstadtverlag, Breslau 1931.
- Die drei Dichtungen vom Schicksal des Abendlandes: Aeneis-Commedia-Faust. München 1959.
- Sophia und Logos, oder die Philosophie der Wiederherstellung. München 1967.
- Sophia Logos und der Widersacher. Eine geschichtsphilosophische These. 2. Aufl., München 1978.
- Katholische Soziologie. München 1979.

## Sekundärliteratur
- Hans-Dietrich Sander: Ohne Hoffnung auf ein Syrakus. Der Philosoph des Feminismus: Vor hundert Jahren wurde Otfried Eberz in Limburg geboren, in: Die Welt, 27. September 1978.
- Lucia Eberz: Otfried Eberz und Potsdam, in: Staatsbriefe 7–8/2000.
- Victor und Victoria Trimondi: Reflektionen zu dem Buch Sophia und Logos
- Steinmaus-Pollak, Angelika, und Judith Lanzl, Hrsg. Ausstellung zum 60. Todestag und 140. Geburtstag von Otfried Eberz. Regensburg: Universitätsbibliothek Regensburg, 2018. https://epub.uni-regensburg.de/38393/.